# 高麗神社 (掛川市)
高麗神社（こまじんじゃ）は静岡県掛川市にある神社。近代社格制度における社格は無格社。

## 由緒
永徳元年(1381年)沖之須前の海上がにわかに光って南風が吹き起こった。人々は不審に思って浜辺に行って見たところ、それは高麗で兵武神として崇敬していた韓神であった。
神は集まった人々の中から正直柔和の者を選んで、ご託宣を下された。村人はその教える所にしたがって仮殿を建てて敬い祀った。
その後、横須賀城主大須賀康高がこれを聞いてことのほかに感激し、その神をお城の鎮守として新たに神社を立て祀った。
当神社で所蔵する彫刻「伎楽面」は神社創立と深い関係があるものと思われる。面は元大須賀町指定の文化財でもある。
明治維新後の近代社格制度においては無格社とされていた。